# Vorschaltgesetz
Ein Vorschaltgesetz ist ein Gesetz, das vorläufige oder vorbereitende Regelungen für ein später zu erlassendes Gesetz enthält. Häufig bereiten Vorschaltgesetze größere Verwaltungsreformen vor.

Ferner gibt es den Begriff der Vorschaltverordnung als Unterfall der Aufhebungsverordnung. In manchen Fällen ist vorgesehen,

„daß eine (vorläufige) Rechtsverordnung zunächst ohne Mitwirkung des Bundestages erlassen werden kann, eine wörtlich damit übereinstimmende zweite Rechtsverordnung dann (innerhalb einer bestimmten Frist) aber der Zustimmung des Bundestages bedarf; mit der neuen Verordnung wird die vorläufige Verordnung aufgehoben ('Vorschaltverordnung' und 'Nachlaufverordnung').“

## Beispiele
Ein Beispiel war das Gesetz zur vorläufigen Regelung der Rechtsverhältnisse des Reichsvermögens und der preußischen Beteiligungen vom 21. Juli 1951, das auch als Vorschaltgesetz bezeichnet wurde. Es traf vorläufige Regelungen bis zum Inkrafttreten des Reichsvermögen-Gesetzes im Jahre 1961. Ernst Féaux de la Croix schrieb in seinen Erläuterungen zum Gesetz: „Es ist den Ausführungsgesetzen zu Art. 134/135 GG 'vorgeschaltet' und wird daher in Fachkreisen als das 'Vorschaltgesetz' bezeichnet.“ In der amtlichen Begründung zum Reichsvermögen-Gesetz wird ebenfalls der Begriff Vorschaltgesetz verwendet.
Ein zeitgenössisch besonders umstrittenes Vorschaltgesetz war jenes zum Niedersächsischen Gesamthochschulgesetz von 1971, das erstmals die sogenannte „Drittelparität“ in den Hochschulgremien vorsah. Der professorale Protest gegen das Vorschaltgesetz führte zum „Hochschulurteil“ des Bundesverfassungsgerichts von 1973 (BVerfGE 35, S. 79ff.), das zwar die Drittelparität verwarf, die Zulässigkeit der Gremienmitbestimmung von Nichtprofessoren aber grundsätzlich bejahte.
Ein weiteres Beispiel ist das Vorschaltgesetz von 2016 zur Durchführung der Gebietsreform in Thüringen.